# Pri Cerkvi-Struge
Pri Cerkvi-Struge – wieś w Słowenii, w gminie Dobrepolje. W 2018 roku liczyła 64 mieszkańców.